# Libiërs (Oudheid)

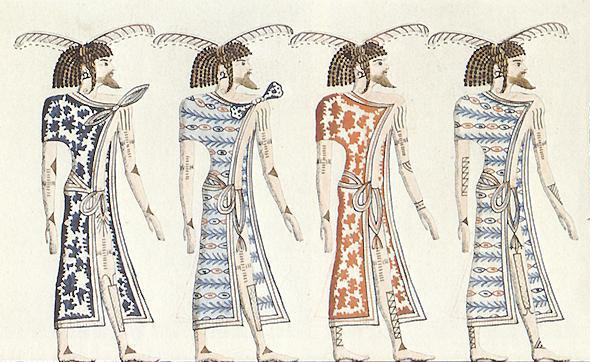
Libiërs zoals afgebeeld in het graf van Seti 1

De Libiërs (Oud-Egyptisch: Rbw, Rb, Rby; Reboe, Liboe, Oudgrieks: Λύβιοι) waren oude volkeren die Berbertalen spraken. Ze waren de voorouders van de huidige Berbervolkeren in Noord-Afrika.
In oude Egyptische bronnen worden verscheidene Libische volkeren genoemd, zoals de Temehoe, Tehenoe, Mesjwesj en Liboe, waarbij het onderscheid en de geografische plaatsing niet altijd even duidelijk is. In de Grieks-Romeinse periode werd "Libiërs" uiteindelijk tot een verzamelnaam voor al deze groepen.
Afbeeldingen van Libiërs vindt men op een aantal Egyptische muurschilderingen, zoals die van het graf van Seti I: daar ziet men vier Libiërs gekleed met open en kleurrijke gewaden, tatoeages en hoofdtooien met wat eruitziet als struisvogelveren. De Egyptische afbeeldingen tonen hen met een lichte huidskleur, wat overeenkomt met de beschrijvingen van schrijvers van het oude Griekenland.

## Naamgeving
Uit het Egyptische Oude Rijk (2700-2200 v.Chr.) zijn inscripties gevonden met de naam van een westelijke nomadische stam, de "Reboe" of "Liboe". Deze naam, waarschijnlijk overgenomen van de Egyptenaren, wordt vermeld in het boek Genesis (Hebreeuws: לובים, Luvim, en mogelijk להבים, Leavim). De Bijbelse traditie noemt ze als verwant met de Egyptenaren, dat wil zeggen, afstammelingen van Cham. Josephus noemt ze afstammelingen van Put, zoon van Cham.   
De Griekse kolonisten van Cyrenaica namen van de Egyptenaren de benaming "Liboe" (Λύβιοι) over. Libiërs worden genoemd door Griekse schrijvers als Herodotus in de vijfde eeuw. Deze noemt een veelheid van nomadische, semi-nomadische en sedentaire Libische volkeren. Volgens Herodotus woonden de Libiërs "van de linkeroever van de Nijl tot de grote Atlantische zee".  
Daarnaast wordt de benaming Libofeniciërs gebruikt voor de populaties in het gebied rond Carthago, verwant aan de voorouders van de huidige Berbers maar tijdens het Carthaginiaanse tijdperk aan de Fenicische cultuur geassimileerd.
In de laat-antieke periode werd het etnoniem "Libiërs" geleidelijk vervangen door "Berbers" (Grieks:  βάρβαροι, Latijn: Barbari). De nieuwe naam is mogelijk ageleid van van de Griekse (βάρβαρος) en Latijn (Barbarus) naam voor "barbaren" - "onverstaanbare vreemdelingen". Het endoniem Amazigh (Kabylisch: Imaziɣen - "mens") is mogelijk afkomstig van een van de endoniemen van de oude Libiërs.

## Geschiedenis
De geschiedenis van de Libiërs is het verhaal van nauwe contacten, conflicten en doordringing van hun cultuur door de geleidelijke expansie van de Egyptenaren (dynastisch Egypte), Feniciërs (talrijke kolonies, waaronder Carthago), Grieken (Hellenistisch Egypte, belangrijke kolonies in Cyrenaica), Romeinen (bezetting van heel Noord-Afrika) en Joden (talrijke gemeenschappen in Cyrenaica en Tripolitania).

### 22e dynastie
De 22e dynastie van Egypte (ca. 945 tot 712 v.Chr.) wordt in het algemeen aangeduid als de Libische dynastie. Sjosjenq I, de eerste koning van deze dynastie, stamde van de Mesjwesj, een stam uit het gebied ten westen van de Nijldelta. Toen de hogepriesterlijke opvolging in Thebe uitstierf en tot een einde kwam, maakte hij van de situatie gebruik door zijn zoon aldaar te installeren en op die manier weer een eenheid te maken van Egypte.

### 24e dynastie
De 24e dynastie van Egypte (ca. 724 tot 712 v.Chr.) was ook een Libische dynastie maar die in de plaats van de Mesjwesj van de Liboe afstamde.

## Cultuur
De cultuur van de Libiërs (Adyrmachidae, Giligammae en verwandten in Cyrenaica, Marmarica en Neder-Egypte) ondervond een sterke invloed van de oude Egyptische religie. In het pantheon van enkele van de Libische stammen waren er goden, gemeenschappelijk met de Egyptenaren, zoals Isis en Asj. In het land van de oostelijke Libiërs bevond zich de Siwa-oase, met de "tempel van het orakel" waar Alexander de Grote van de god Amon de bevestiging kreeg dat hij de zoon was van Zeus.
Ook hadden de Libiërs nauwe contacten met de Griekse kolonisten. Van de 7e tot 5e eeuwen v.Chr. viel een deel van de kust onder de controle van de Griekse staatsstaten van Cyrenaica.  
Een van de eerste oude auteurs in de 5e eeuw v.Chr. die de stammen van het oude Libië en hun moraal beschreef was Herodotus in zijn Historiën (boek IV Melpomene). Onder hun eigenaardigheden merkte Herodotus op dat de Libiërs zich voedden met vlees, maar geen rundvlees en varkensvlees aten, en melk dronken (soms met gemalen sprinkhanen). Over de begrafenisriten meldde hij dat ze hetzelfde waren als bij de Grieken (behalve de riten van de Nasamonen), en de huwelijkse gebruiken elementen van orgieën bevatten.
In het zuiden van Cyrenaica en Marmarica leefden de Nasamonen (inclusief de Augilai), welke zich onderscheidden van andere Libiërs door een meer uitgesproken cultus van voorouderverering en hun begrafenisriten. Dieper in de woestijn (mogelijk de Fezzan), woonden de Garamanten.

## Taal

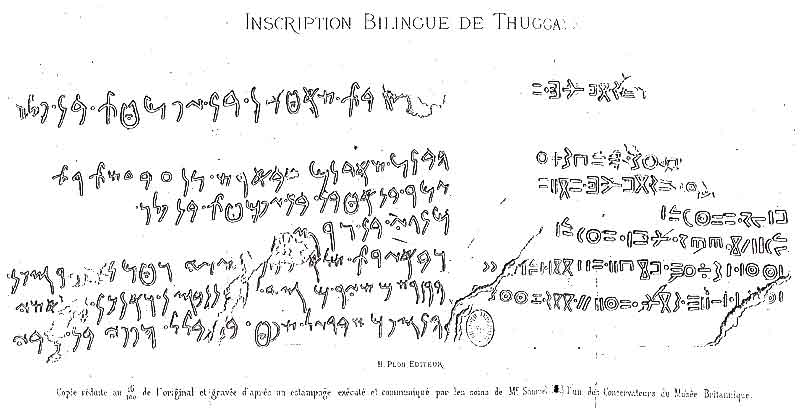
tweetalige inscriptie van Thugga: links Fenicisch, rechts Numidisch

Over de Libische taal of talen is weinig bekend. Slechts enkele korte inscripties zijn overleverd, meest grafinschriften. De relatie tot de moderne Berbertalen is nog onduidelijk.
Het Libisch schrift was gebaseerd op een sterk gemodificeerd Fenicisch alfabet. Het bestond in een oostelijk en een westelijke variant. De schrijfrichting is uniek: van rechts naar links en van beneden naar boven. Het is gedeeltelijk ontcijferd en verdeeld in drie groepen inscripties: Fezzan-Tripolitaans, West-Numidisch en Oost-Numidisch. De vroegste zijn gedateerd 2e eeuw v.Chr.

## Economie
Men hield zich bezich met veeteelt, met name geiten en schapen. Tijdens de droge perioden nam het vee sterk in aantal af. 
Daarnaast was verzamelen van belang, en primitieve landbouw: men verzamelde dadels, olijven en silphium, een geneeskrachtig kruid dat naar Egypte werd verhandeld.  
Aan de kust werd gevist op tonijn en sardines, en men verzamelde zeevruchten:  sponzen en schelpdieren, waaronder de purperslak, waaruit het kostbare purper werd gewonnen.
Handel vond voornamelijk plaats tussen lokale nomadische stammen en de Grieken aan de kust. Verdere exportgoederen (het belangrijkste was het uit salphia verkregen zogenaamde "Cyrenaica-sap"), kwamen via Cyrenaica naar Griekenland en Rome. De inwoners van Libië verhandelden ook met Egypte en nabijgelegen regio's. Er waren commerciële karavanen tot diep in het continent, naar het land van de Garamanten en verder, naar Sub-Sahara Afrika.